# Караисалы
Караисалы (тур. Karaisalı) — район в провинции Адана (Турция), административно входит в состав города Адана.

## История
В античные времена на этой территории находился город Миделле. В XI веке город включили в состав киликийского армянского царства. После того, как в этот регион переселились турки, город стали называть Джекели. В XV веке этой местностью владели мамлюки, затем их разбил турецкий султан Селим I и включил эти земли в состав Османской империи. В этих местах в то время проживало турецкое племя Рамазаногуллары, и в честь одного из его вождей город переименовали в Караисалы. Несмотря на заселение местности турками, вплоть до начала XX века большинство местного населения составляли армяне, которые были полностью уничтожены и изгнаны в ходе геноцида армян, но эта тема является табу в современной Турции.